# Lior Lev

Lior Lev nach „Move the Music 07“, Theaterhaus Stuttgart

Lior Lev (* 1969 in Beʾer Scheva) ist ein israelischer Tänzer und Choreograf.
Lior Lev begann sein Tanzstudium 1979 an der Bat Dor School of Dance in Tel Aviv, war dort unter anderem Stipendiat der America–Israel Cultural Foundation und beendete seine Ausbildung 1987 mit Auszeichnung an der Royal Academy in London. Von 1991 bis 1994 war er Solist beim Scapino Ballett Amsterdam in Choreografien von Ed Wubbe, Armando Navaro, Dani Ezralow. 1994 bekam er dann ein festes Engagement beim Stuttgarter Ballett unter Marcia Haydée (bis 1996) und Reid Anderson. Er hatte Solo-Rollen unter anderem in Balletten von John Cranko, William Forsythe, Hans van Manen, Nacho Duato und Daniela Kurz.
Seit 1996 choreografiert er eigene Stücke in Stuttgart, Paris, London, Genf, Istanbul und Tel Aviv, die oft einen spartenübergreifenden Dialog mit anderen Kunstformen darstellen. 1998 beendete er die Ausbildung als staatlich anerkannter Diplom-Tanzpädagoge an der John Cranko-Schule in Stuttgart. 2003 bekam er für seine choreografischen Leistungen das Stipendium der Kunststiftung Baden-Württemberg.
Lior Lev hat mit Gereon Müller die Gruppe artconnexion gegründet, die dazu beitragen will, „Kunst als selbstverständlichen Teil des öffentlichen Lebens zu etablieren und ihr damit wieder zu einer zentralen Stellung innerhalb der Gesellschaft zu verhelfen“. Artconnexion rief auch das dreijährige Tanzprojekt „Move The Music“ ins Leben, bei dem Schülerinnen und Schüler gemeinsam mit professionellen Künstlern wie Sonia Santiago Choreografien zu besonders eindrucksvollen Kompositionen aus verschiedenen Kontinenten entwerfen, erarbeiten und zur Aufführung bringen.

## Werke
- 1996: Tikva (Levs erste Choreografie)
- 2003: Mann tanzt
- 2004: Frau tanzt
- 2006: Dialog in Mozart
  - Move the Music
- 2007: Du, ich, wir
  - Move the Music
- 2008: Farbe in mir
  - Ich mit mir
  - Move the Music
- 2009: Move the Music
- 2011: step...count festival.2011
  - Jehoschua - Rotes Oratorium von Helge Burggrabe